# 梅爾耶塔·奧丁
梅爾耶塔·奧丁（英語：Meryeta O'Dine，1997年2月24日—），加拿大單板滑雪運動員，她代表加拿大隊參加了中國舉行的2022年冬季奧林匹克運動會，並且在女子障礙追逐比賽上獲得銅牌。